# Platysenta claufacta
Platysenta claufacta là một loài bướm đêm trong họ Noctuidae.